# Mont-de-Marsan Agglomération
Pour les articles homonymes, voir Marsan (homonymie).
Mont-de-Marsan Agglomération est une communauté d'agglomération française, située dans le département des Landes et la région Nouvelle-Aquitaine. 

## Historique
La communauté d’agglomération du Marsan est née le 1er janvier 2002 (arrêté du préfet des Landes en date du  27 décembre 2001), succédant à la communauté de communes du Pays du Marsan créée le 1er janvier 1999 (arrêté du préfet des Landes daté du 28 décembre 1998) qui s'était agrandie le 11 décembre 2001 avec l'adhésion de trois nouvelles communes.
Le 27 septembre 2010, il a été présenté à l'ensemble du conseil communautaire la nouvelle identité de l'agglomération, devenant ainsi « Le Marsan Agglomération ». 
En 2011, elle regroupe 53 526 habitants.
En 2016, il est décidé une nouvelle fois de changer la dénomination de l'agglomération en la nommant « Mont-de-Marsan Agglomération ». L'objectif annoncé de ce changement de dénomination est une meilleure reconnaissance à l'extérieur
.

## Territoire communautaire

### Géographie
Située au centre  du département des Landes, l'intercommunalité Mont-de-Marsan agglomération regroupe 18 communes et présente une superficie de 481,1 km2.

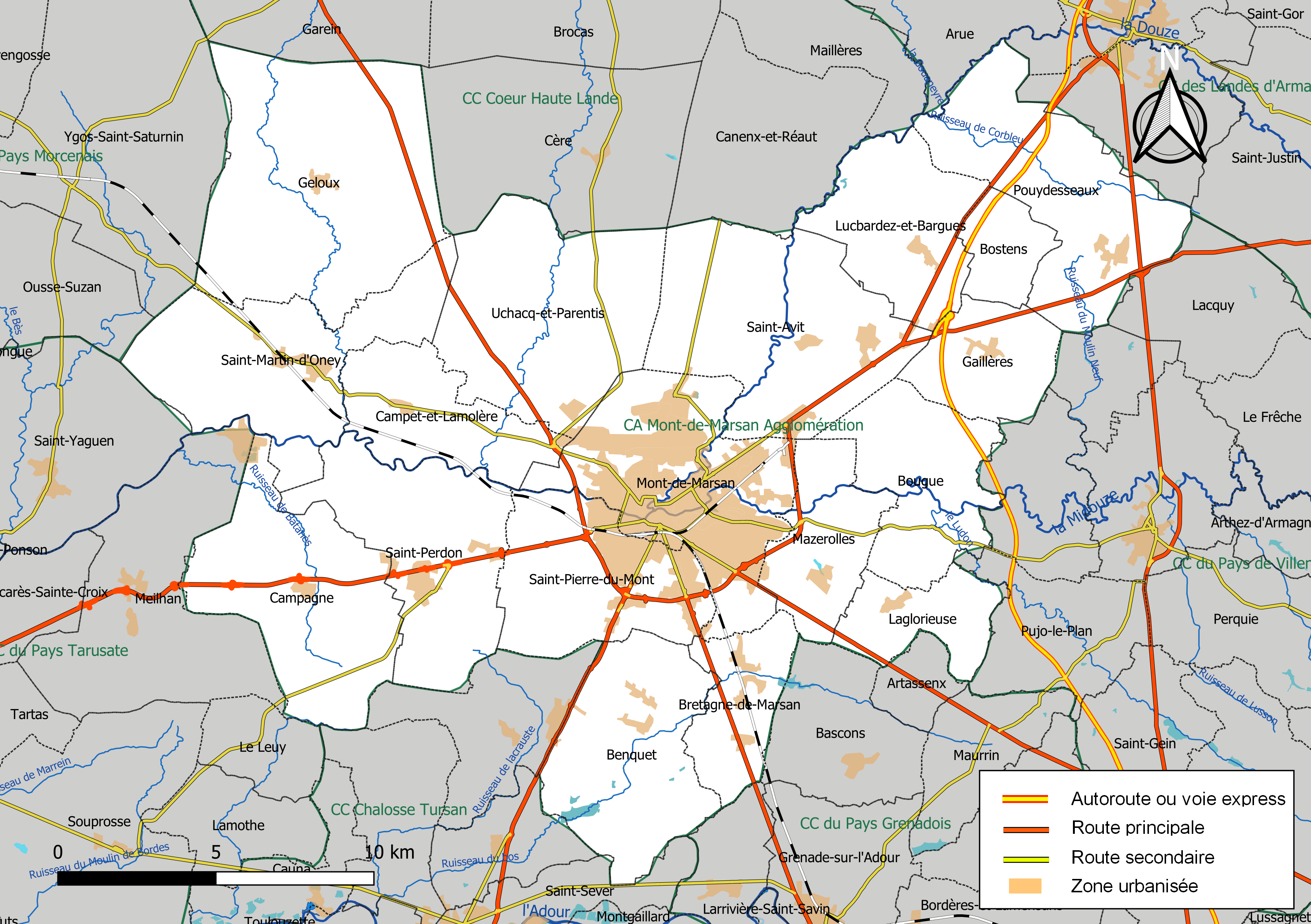
Carte de l'intercommunalité cont-de-Marsan agglomération au 1er janvier 2019.

### Composition
La communauté d'agglomération est composée des 18 communes suivantes :

| Nom                    | Code Insee | Gentilé          | Superficie (km2) | Population (dernière pop. légale) | Densité (hab./km2) |
| ---------------------- | ---------- | ---------------- | ---------------- | --------------------------------- | ------------------ |
| Mont-de-Marsan (siège) | 40192      | Montois          | 36,88            | 31 455 (2022)                     | 853                |
| Benquet                | 40037      | Benquetois       | 29,33            | 1 913 (2022)                      | 65                 |
| Bostens                | 40050      | Bostensois       | 7,66             | 205 (2022)                        | 27                 |
| Bougue                 | 40051      | Bouguais         | 21,96            | 847 (2022)                        | 39                 |
| Bretagne-de-Marsan     | 40055      | Bretons          | 12,93            | 1 626 (2022)                      | 126                |
| Campagne               | 40061      | Campenois        | 33,91            | 1 025 (2022)                      | 30                 |
| Campet-et-Lamolère     | 40062      | Campétois        | 18,97            | 518 (2022)                        | 27                 |
| Gaillères              | 40103      | Gaillerois       | 14,04            | 647 (2022)                        | 46                 |
| Geloux                 | 40111      | Gélouxois        | 51,7             | 708 (2022)                        | 14                 |
| Laglorieuse            | 40139      | Glorieux         | 11,59            | 603 (2022)                        | 52                 |
| Lucbardez-et-Bargues   | 40162      | Lucbardéziens    | 21,48            | 564 (2022)                        | 26                 |
| Mazerolles             | 40178      | Mazerollais      | 15,97            | 670 (2022)                        | 42                 |
| Pouydesseaux           | 40234      | Pouydessois      | 34,09            | 879 (2022)                        | 26                 |
| Saint-Avit             | 40250      | Saint-Avitois    | 40,74            | 691 (2022)                        | 17                 |
| Saint-Martin-d'Oney    | 40274      | Saint-Martinois  | 34,4             | 1 356 (2022)                      | 39                 |
| Saint-Perdon           | 40280      | Saint-Perdonnais | 30,62            | 1 729 (2022)                      | 56                 |
| Saint-Pierre-du-Mont   | 40281      | Saint-Pierrois   | 26,25            | 9 996 (2022)                      | 381                |
| Uchacq-et-Parentis     | 40320      | Uchacquois       | 38,58            | 610 (2022)                        | 16                 |

### Démographie
| 1968   | 1975   | 1982   | 1990   | 1999   | 2010   | 2015   | 2021   |
| ------ | ------ | ------ | ------ | ------ | ------ | ------ | ------ |
| 35 877 | 39 359 | 41 788 | 44 656 | 46 598 | 53 315 | 53 926 | 55 101 |

## Administration

### Présidence
| Période                                  | Période          | Identité               | Étiquette | Qualité |
| ---------------------------------------- | ---------------- | ---------------------- | --------- | --- |
| 1998                                     | 2009 (démission) | Jean-Pierre Jullian    | DVG       | Maire de Saint-Pierre-du-Mont (1995-2014) |
| 2009                                     | 2017 (démission) | Geneviève Darrieussecq | MoDem     | Maire de Mont-de-Marsan (2008-2017) conseillère régionale d'Aquitaine (2004-2015) Conseillère départementale du canton de Mont-de-Marsan-2 (2015-2017) Députée MoDem de la 1ère circonscription des Landes (2017) elle démissionne de cette fonction lors de sa nomination au gouvernement. Le 21 juin 2017, et est nommée secrétaire d'État auprès de la ministre des Armées Florence Parly (2017-en cours) |
| 2017                                     | en cours         | Charles Dayot          | SE        | Maire de Mont-de-Marsan (2017-en cours) |
| Les données manquantes sont à compléter. |                  |                        |           | |

### Vice-présidents
| Vice-présidence | Nom                | Commune              |
| --- | ------------------ | -------------------- |
| Voirie / Bâtiments / Mutualisations | Catherine Demèmes  | Mazerolles           |
| Tourisme | Joël Bonnet        | Saint-Pierre-du-Mont |
| Education / PEDT / Partenariats organismes extérieurs                                                                                       | Jean-Marie Esquié  | Campet-Lamolère      |
| Transports collectifs / Accessibilité / Politique locale du commerce                                                                        | Bertrand Tortigue  | Mont de Marsan       |
| Améngament du territoire / PLUI & SCOT / Zones d'activités économiques                                                                      | Pierre Mallet      | Benquet              |
| Ressources humaines / Gestion du personnel / Formation / Gestion prévisionnelle des emplois                                                 | Philippe Saës      | Saint-Martin-d'Oney  |
| Finances / Marchés publics / Stratégie budgétaires                                                                                          | Hervé Bayard       | Mont de Marsan       |
| Transition et Confiance numérique / Enseignement supérieur                                                                                  | Frédéric Carrère   | Campagne             |
| caféMusic' / Projet de transfert de la compétence Jeunesse / Économie sociale et solidaire                                                  | Nicolas Tachon     | Mont de Marsan       |
| Politiques et affaires culturelles | Delphine Salembier | Saint-Pierre-du-Mont |
| Cohésion sociale / Politique de la Ville / Habitat / Logement social / Gens du voyage / Projet de transfert de la compétence Petite Enfance | Catherine Dupouy   | Mont de Marsan       |
| Parc Naturel Urbain / Environnement & développement durable                                                                                 | Véronique Gleyze   | Pouydesseaux         |

### Commissions
| Commissions                                    | Président              |
| ---------------------------------------------- | ---------------------- |
| Aménagement du territoire, personnel, finances | Pierre Mallet          |
| Développement économique                       | Geneviève Darrieussecq |
| Voirie                                         | Claude Lafargue        |
| Action sociale                                 | Christian Cenet        |
| Logement et politique de l'habitat             | Jean-Paul Le Tyrant    |
| Culture tourisme et communication              | Jean-Claude Lalagüe    |
| Environnement et développement durable         | Jean-Yves Paronnaud    |
| Transports                                     | Geneviève Darrieussecq |

### Compétences
Les compétences obligatoires : 
- Le développement économique
- L’aménagement de l’espace communautaire
- L'habitat et le logement
- La politique de la ville

Les compétences optionnelles : 
- la voirie et le stationnement
- La protection de l'environnement et du cadre de vie
- La construction, l’aménagement, l’entretien et la gestion d’équipements culturels et sportifs d’intérêt communautaire

Les compétences librement choisies (facultatives) : 
- Le développement touristique et la promotion de l'agglomération
- L'action sociale
- La plateforme sociale
- Les aires d'accueil des gens du voyage

## Culture
Depuis 2010, l'agglomération propose pour l'été dans les diverses communes expositions, concerts, festival de théâtre, cinéma en plein air. Le festival « Tréteaux en scène », consacré au théâtre en plein air, et plus particulièrement à la commedia dell'arte, reçoit des invités comme Carlo Boso et Elena Serra.

## Historique des logos

Ancien logo
Logo utilisé jusqu'en 2023
Logo depuis 2023